# Ипотипосис
Ипоти́посис (греч. Ὑπο-τύπωσις — «набросок; образец, пример»), также Начертание устройства Студийского монастыря (Ὑποτύπωσις καταστάσεως της μονης των Στουδίον) — монастырский греческий устав, авторство которого приписано Феодору Студиту (ум. 826), наиболее ранняя сохранившаяся редакция Студийского устава.
Ипотипосис был освящён авторитетом Феодора Студита и составлен во второй половине IX века на основании богослужебных нормативных текстов студийской традиции, в том числе Студийского Синаксаря и студийских «Глав о распределении пищи». Он включает в себя краткое изложение отдельных литургических и дисциплинарных обычаев студийского происхождения. Устав состоит из двух частей — правил, связанных с особенностями совершения богослужения в период службы по Триоди; правил, связанных с внешним обиходом студийских монахов (поведение, трапезу, одеяния).
Сохранились 2 редакции Ипотипосиса в манускриптах — краткая и более поздняя пространная. Краткая редакция входит главным образом в состав южноитальянских списков «Малого катехизиса» преподобного Феодора Студита, предназначавшегося для литургического употребления. Краткую редакцию Ипотипосиса впервые издал Анджело Май в пятом томе Novae patrum bibliothecae в 1852 году. Краткая редакция Ипотипосиса была переиздана в 1857 году в 99-м томе Patrologia Graeca. Пространная редакция Ипотипосиса сохранилась в составе афонских списков Иерусалимского устава, она издана А. А. Дмитриевским в 1-м томе книги 1895 года «Описание литургических рукописей, хранящихся в библиотеках Православного Востока». Ипотипосис не мог полноценно регулировать богослужение и монашескую жизнь в Студийском (или в любом ином) монастыре. В третьей четверти IX века для составления Диатипосиса преподобного Афанасия Афонского был использован Ипотипосис.
Во второй части Диатипосиса имеются пространные заимствования из краткой редакции Ипотипосиса. Никон Черногорец включил извлечения из Ипотипосиса в 57 Слово «Пандект» под названием: «Студитово о снедех и питиих количестве и качестве». Извлечения из Ипотипосиса входят в состав некоторых греческих и славянских литургических книг (например, Орбельской Триоди).